# 保罗·布卢姆
保罗·布卢姆（英語：Paul Bloom，1963年12月24日—）是一名加拿大裔美國心理学家，耶鲁大学心理学和认知科学教授，专攻语言、道德、宗教、小说和艺术的心理学。他在耶鲁大学开放课程中有开设《心理学导论》（Introduction to Psychology）课程。

## 作品
- 《摆脱共情：理性让你变强大》（Against Empathy: The Case for Rational Compassion，2016年）
- 《善恶之源》（Just Babies: The Origins of Good and Evil，2013年）
- 《快感：为什么它让我们欲罢不能》（How Pleasure Works: The New Science of Why We Like What We Like，2010年）